# Worringen
Worringen est un Stadtteil (quartier) de la ville de Cologne en Allemagne. Situé à 15 km au nord du centre-ville, sur la rive gauche du Rhin, il fait partie du district de Chorweiler. En 1288, il a été le lieu de la bataille de Worringen. Il est desservi par la gare de Köln-Worringen.